# Ise no Taifu
Ise no Taifu (伊勢大輔, nota anche come Ise no Tayū o Ise no Ōsuke; 989 – 1060) è stata una poeta giapponese waka e cortigiana del medio periodo Heian.
È stata considerata una delle trentasei poetesse immortali e membro del Chūko Sanjūrokkasen. Una delle sue poesie è inclusa nell'Ogura Hyakunin Isshu. I suoi contemporanei includono Uma no Naishi, Murasaki Shikibu e Sei Shōnagon. Esiste un suo dittico nel Nihon Meijo Banashi, il che implica che sebbene poco del suo lavoro esista nella modernità, era considerata una figura di fondamentale importanza del movimento poetico waka, sia come immortale della poesia che come donna di fama.

## Biografia
Suo padre era Ōnakatomi no Sukechika sommo sacerdote del Santuario di Ise, anche suo nonno Ōnakatomi no Yoshinobu fu un importante poeta waka.
Sua madre, Kura no Myobu, servì Fujiwara no Yorimichi, il primo figlio del potente Fujiwara no Michinaga, così da poter ottenere un sostegno e unirsi alla corte imperiale. Divenne amica di Murasaki Shikibu e Izumi Shikibu. Aveva talento nella musica, per questo era molto popolare come dama di compagnia.
Intorno al 1008 divenne assistente dell'Imperatrice Shōshi (Fujiwara no Shōshi), imperatrice consorte dell'imperatore Ichijō. Negli ultimi anni della sua vita fu tutrice dell'imperatore Shirakawa.

## Poesia
Le sue opere sono state inserite nell'antologia poetica Goshūi Wakashū. Aveva una sua raccolta di poesie chiamata Ise no Taifu (Ōsuke) Shū.
Solo alcune delle sue poesie sono sopravvissute alla modernità, tradotte in parte grazie alle antologie di poesie Waka:
(Hyakunin Isshu N° 61 (Shikawakashū, Volume 1 Primavera, 29))